# حساب الطول المتوقع
حساب الطول المتوقع هو عبارة عن طريقة لتوقع حساب طول قامة الطفل عندما يكبر وهي تعتمد على العديد من الطرق و المواقع التي تقوم بحساب الطول المتوقع منتشرة على الانترنت ولكن أَصحُّها عرضته قناة ناشيونال جيوغرافيك

## حساب الطول لمن تحت ال5 سنوات
هناك طرق عديدة لحساب من هم تحت الخامسة ولكن أهم هذه الطرق هي الطريقة التالية

### في حالة الصبي
{\displaystyle {\frac {\alpha +\beta +13}{2}}}
بحيث:
{\displaystyle \alpha } طول اطلأب165
cm

### في حالة البنت
{\displaystyle {\frac {\alpha +\beta -13}{2}}}
بحيث:
{\displaystyle \alpha } طول الأب بcm
{\displaystyle \beta } طول الأم بcm

### مثال
زوجين طول الاب 180 سم وطول الام 169 إذا كان الطفل انثى نقوم بالتالي:
{\displaystyle {\frac {180+169-13}{2}}=168cm}

## حساب طول طفل عمره أكثر من 5 سنوات
لحساب طول من عمره أكثر من 5 سنوات نرى نمو الطفل في السنتين قبلها فعلى اساس ذلك نختار كيف سيزيد طوله في السنة فاذا كان نموه كبيرا ناخذ رقما كبيرا من الجدول وان كان قليلا ناخذ رقما صغيرا من الجدول وتجمع طوله الحالي مع الزيادة كل سنة بسنة على اساس جمع طولهالجدول الموجود في الاسفل وعندما ننتهي نقوم بجمع طول الابوين ÷2 ونجمع معه أحد ارقام الزيادة في الاسفل للذكور إذا كانذكر بناء على متوسط طول اعمامه حيث نجمع اطوالهم ونقسمه على عددهم و واحد من ارقام الزيادة للانثى إذا كانت انثى بناء على طول عماتها حيث نجمع اطوالهن ونقسمهم على عددهم ثم نجمع كل من المجموعين ونقسمهم على 2

الزيادة بالطول تعتمد عند الذكرعلى طول اعمامه فاذا كان متوسط طول الاعمام اقل من 160 فالزيادة على متوسط طول الاهل 3.5- ام إذا كان من 160_165 سم فلا يوجد الزيادة وإذا كان متوسط الطول من 165_170 سم فالزيادة هي 3.5 سم اما إذا كان من 170 _175 سم فالزيادة هي 6.5 اما إذا كان المتوسط من 175 _ 180 سم فالزيادة هي 8.5 إذا كان من 180 _ 185 سم فالزيادة هي 9.5 إذا كان من 185 _ 190 سم فالزيادة هي 10.5 سم وإذا كان أكثر من 190 سم فالزيادة هي 12 سم
اما إذا كانت انثى فاذا كان متوسط طول عماتها اقل من 150 سم فالزيادة 10- اما إذا كان من 150 سم _ 155 سم فالزيادة 7- إذا كان 155_160 سم فالزيادة 5- وإذا كان من 160_165 سم فالزيادة -2 وإذا كان من 165_168 سم فالزيادة 1 سم وإذا كان الطول من 168_170 سم فالزيادة 2 سم وإذا كان من 170_175 سم فالزيادة 4 سم اما إذا كان من 175 _180 فالزيادة 7 سم اما إذا كان أكثر من 180 سم فالزيادة 8 سم

| العمر    | النمو للاناث بالسم | النمو للذكور بالسم |
| -------- | ------------------ | ------------------ |
| 5 سنوات  | 4/5                | 4/5                |
| 6 سنوات  | 4/5                | 4/5                |
| 7 سنوات  | 4/5                | 4/5                |
| 8 سنوات  | 4/5                | 4/5                |
| 9 سنوات  | 5/6                | 4/4                |
| 10 سنوات | 6                  | 5                  |
| 11 سنة   | 7/8                | 5                  |
| 12 سنة   | 5/6                | 5/6                |
| 13 سنة   | 3/5                | 6                  |
| 14 سنة   | 3                  | 7/9                |
| 15 سنة   | 1/2                | 4/7                |
| 16 سنة   | 0/1                | 4/5                |
| 17 سنة   | 0/1                | 2/3                |
| 18 سنة   | 0/1                | 0/1                |
| 19 سنة   | -                  | 0/1                |
| 20 سنة   | -                  | 0/1                |
| 21 سنة   | -                  | 0/1                |